# Villa Magni-Rizzoli
La Villa Magni-Rizzoli è un edificio storico di Canzo (Como), realizzata in stile neogotico su progetto del celebre architetto torinese Pietro Fenoglio, già protagonista della stagione liberty di Torino.

## Storia
L'edificio, progettato dall'architetto Pietro Fenoglio in stile neogotico, fu costruito dal 1903 al 1906. Il rilievo su cui sorge, anticamente conosciuto con il nome di «Grimello», fu venduto dai nobili canzesi Gavazzi, imprenditori della seta, all'industriale canzese Magno Magni, i cui stabilimenti chimici si trovavano a Vicenza. Quando il Magni decise di far costruire una grande villa nel suo paese natale, essendo profondamente legato all'ambiente vicentino dove viveva, fece trasferire a Canzo per la costruzione della dimora molti materiali, come ad esempio enormi quantità di «pietra di Vicenza», e anche maestranze locali vicentine come scalpellini, ebanisti e decoratori.

## Caratteristiche
L'abitazione sorge in una posizione elevata rispetto all'abitato circostante e fu realizzata quasi interamente in pietra a vista, con taglio regolare. Esternamente si presenta a balconate e terrazze multiple, che danno all'insieme dell'edificio una particolare fisionomia che ha reso celebre la villa in tutto il territorio brianzolo; le stanze interne sono elaborate in forme diverse e con stili architettonici differenti e affrescate dai pittori Achille Beltrame e Silvio Bicchi.